# Daphnusa ocellaris
Daphnusa ocellaris är en fjärilsart som beskrevs av Walker 1856. Daphnusa ocellaris ingår i släktet Daphnusa och familjen svärmare. Inga underarter finns listade i Catalogue of Life.

## Bildgalleri

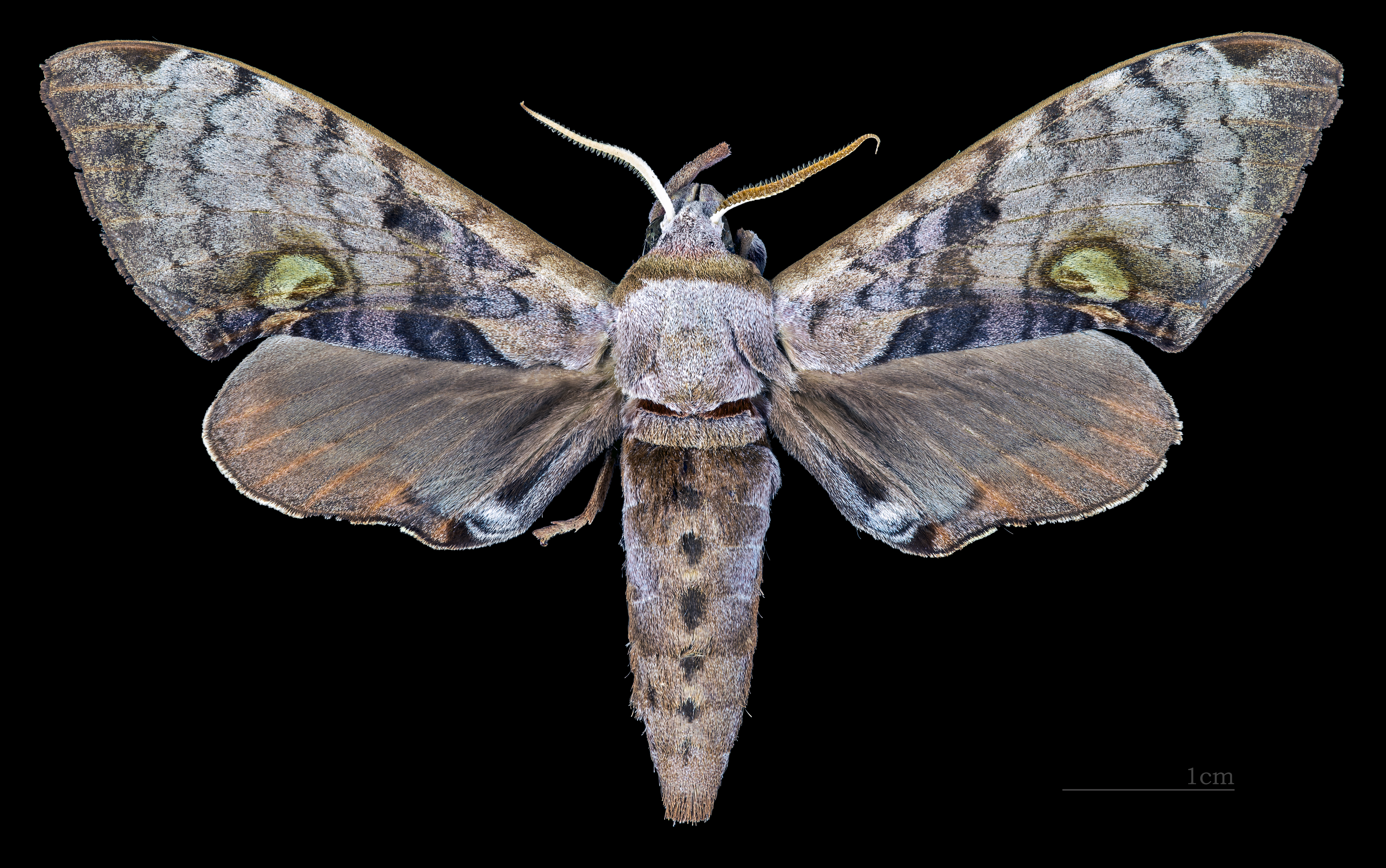
♂
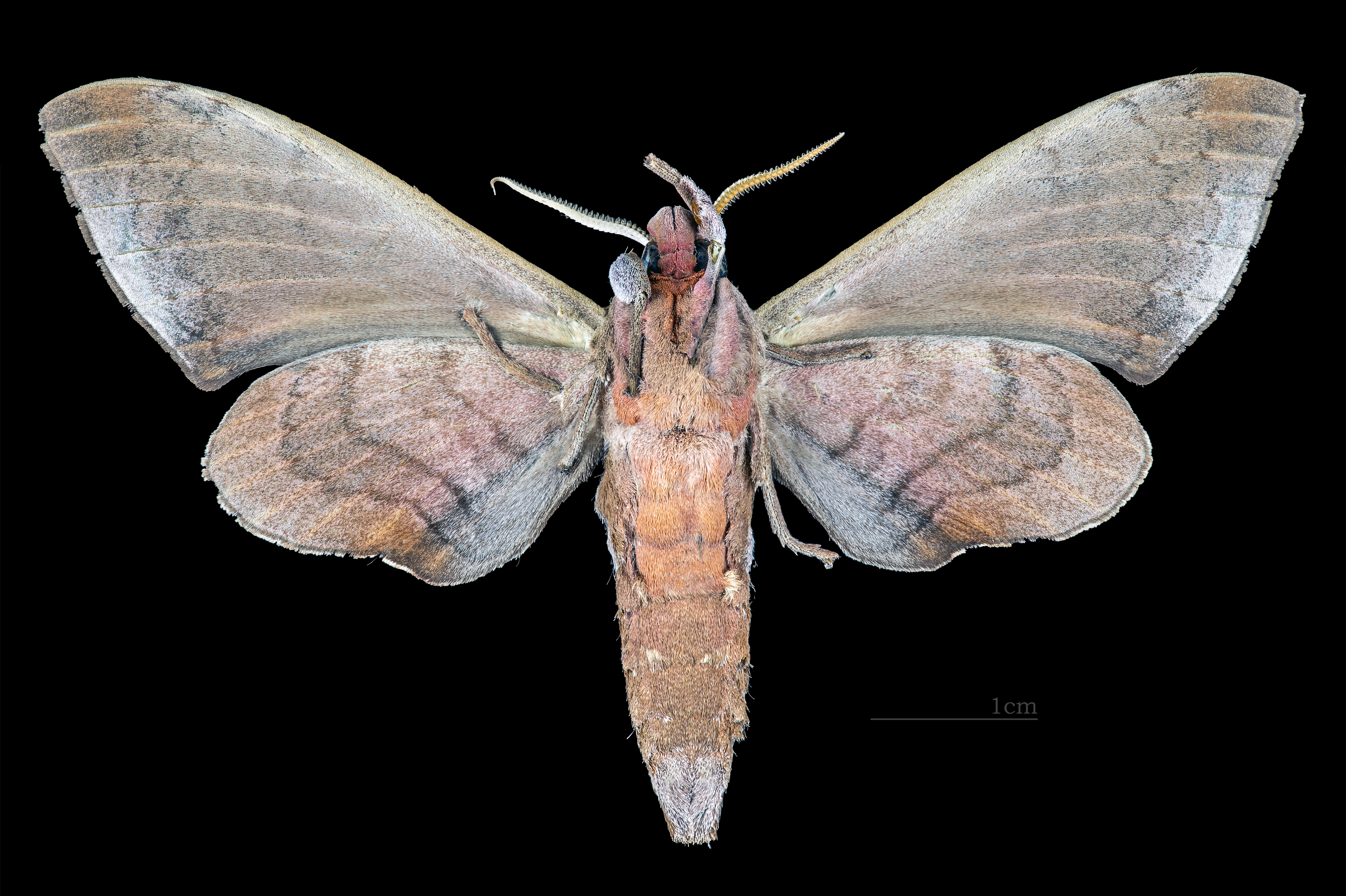
♂ △
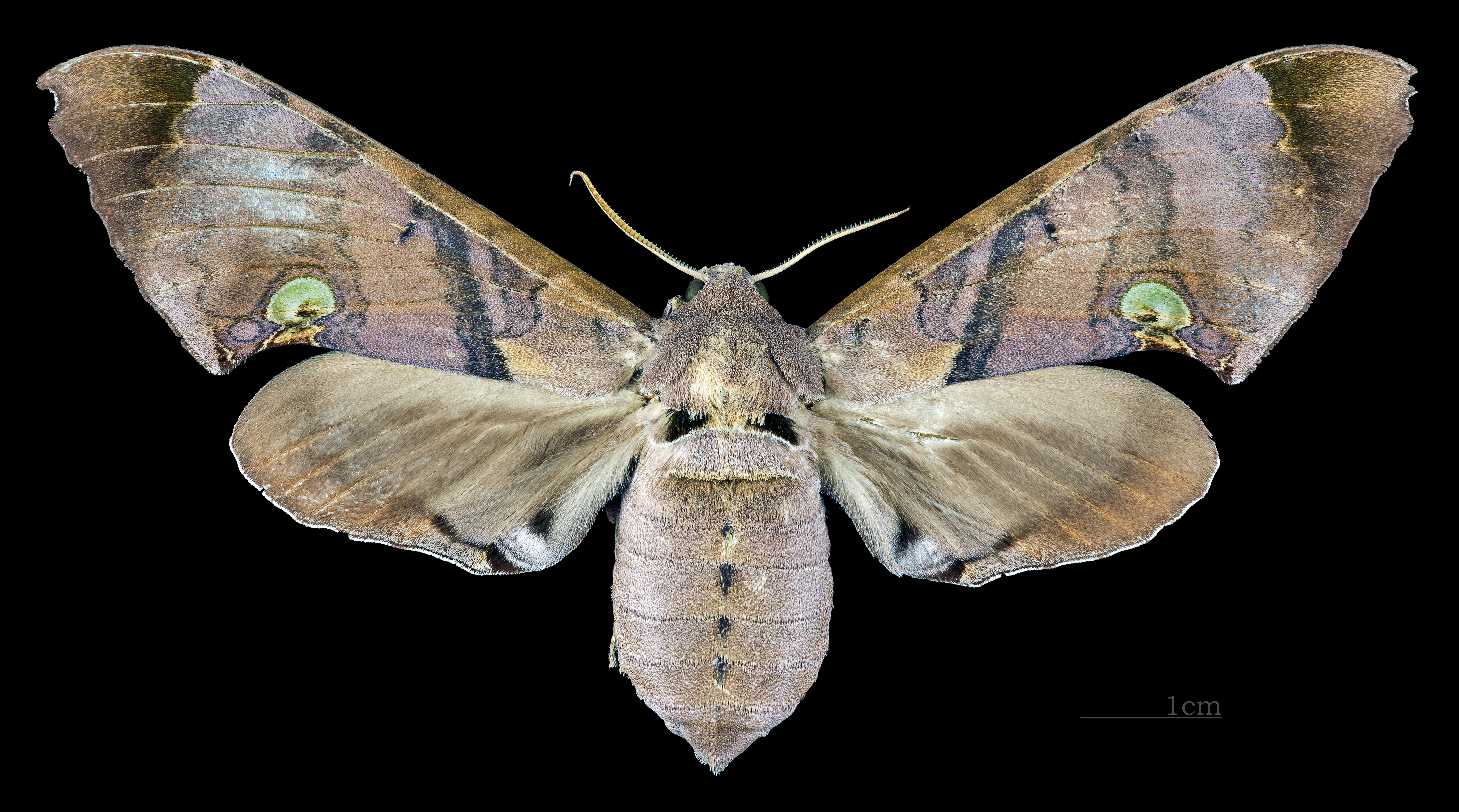
♀
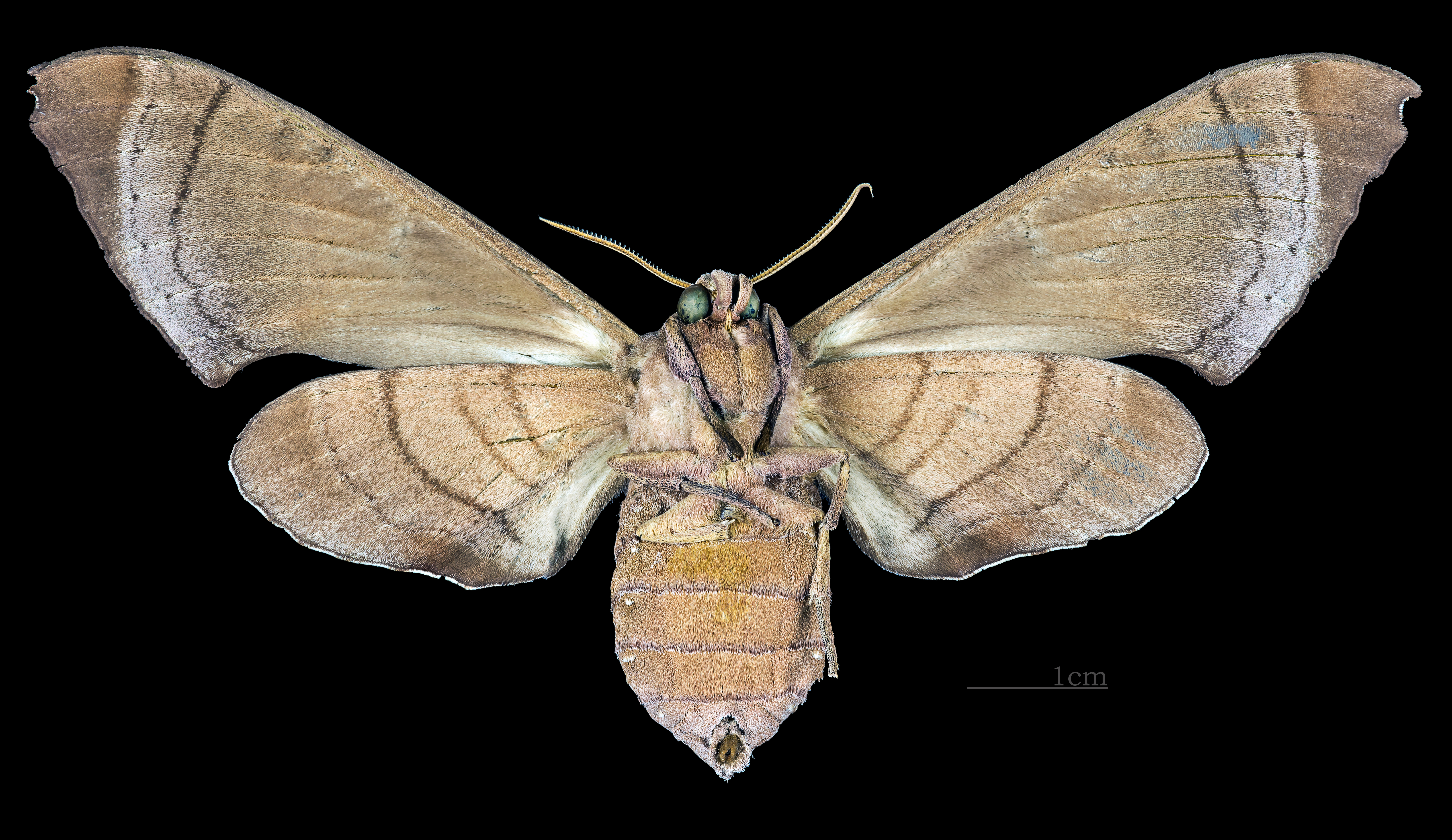
♀ △